# Втрати під час обстрілів Запоріжжя
У статті наведено втрати під час обстрілів Запоріжжя в ході російського вторгнення 2022 року.

## Поіменний перелік
- ЗАЙЦЕВ Михайло Олександрович — полковник поліції[1]
- ПОДЗІГУН Ігор Олександрович — підполковник поліції
- КЛИМЕНКО Дмитро Сергійович — майор поліції
- ЩЕРБАНЬ Богдан Олексійович — майор поліції
- АНТОЩУК Віталій Геннадійович — капітан поліції
- БУЛЕГА Богдан Миколайович — капітан поліції
- ОЛІЙНИК Віталій Вікторович — капітан поліції
- ПРУДКИЙ Олег Вікторович — капітан поліції
- САГАЙДАК Віталій Миколайович — капітан поліції
- НИСИНЕЦЬ Василь Васильович — капітан поліції
- ШЕВЧУК Сергій Петрович — капітан поліції
- МЕЛЬНИК Тарас Володимирович — капітан поліції
- БОНДАРЧУК Ігор Анатолійовичї — старший лейтенант поліції
- ТУРЛЯК Артур Володимирович — старший лейтенант поліції
- БОЙКО Олександр Васильович — старший лейтенант поліції
- ОКСЕНЮК Андрій Андрійович —  старший лейтенант поліції
- ДРОГОМИРЕЦЬКИЙ Василь Миколайович — старший лейтенант поліції
- ПАНЬКІВ Віктор Ярославович — старший лейтенант поліції
- ДЯЧЕНКО Станіслав Вікторович — лейтенант поліції
- МАРКОВ Ігор Валерійович — лейтенант поліції
- КЛІЩУК Владислав Ігорович —  лейтенант поліції
- БАБІЙ Сергій Олегович — старший сержант поліції
- МАХЛАЙ Ігор Анатолійович —  старший сержант поліції
- СЛИЩЕНКО Олена - адміністраторка клініки "Ретина"
- БЕЗУХ (КЛИМОВИЧ) Юлія - адміністраторка клініки "Ретина"[2]
- КАНДИБКА Лілія - постачальниця продуктів
- КУХАРСЬКИХ Олена - медична сестра[3]
- СИРОВАТКО Тетяна - школярка
- ЛИСЕНКО Катерина - школярка[4]
- ТІТОВ Богдан - хокеїст
- БРАГІН Максим - хокеїст.